# 沙田畫舫

1960年代的沙田畫舫

沙田畫舫是香港昔日的一艘高級海上畫舫，由香港仔飲食企業有限公司花了約300萬港元把一艘鐵躉船改建成，自1963年起停泊於新界沙田海近沙田墟一帶，並曾停泊在沙田何東樓（現時港鐵何東樓車廠）對出沙田海，以海鮮聞名。

## 迫遷
隨著1970年代香港政府發展沙田新市鎮，需要在沙田海填海，畫舫因而被逼遷多次，在西林寺口和禾輋邨對開海面等地停泊，未有離開沙田範圍。不過由於船位是租用，每次移動畫舫需動用躉船，同時要重新接駁電線和水管，使遷置費用十分昂貴。加上畫舫負責人曾多次向港府提請固定船位的協議未能達成，最終在1984年結業。負責人一度考慮將畫舫遷往廣州繼續營業，但最終在中山河面營業一段時間，其後因欠保養導致沉沒。
1986年，敦煌酒樓集團在沙田城門河畔興建敦煌畫舫，代替被遷離的沙田畫舫，但只是形似船艦的石舫，並非真船，而往日的山光水色也失去，且慢慢變成普通酒樓。2002年敦煌酒樓集團結業後改為明星海鮮舫，到2017年10月29日結業，由婚宴公司會所1號（ClubONE）以月租115萬元承租，名為水中天。